# Spilogona magnipunctata
Spilogona magnipunctata este o specie de muște din genul Spilogona, familia Muscidae. A fost descrisă pentru prima dată de Malloch în anul 1919. Conform Catalogue of Life specia Spilogona magnipunctata nu are subspecii cunoscute.